# 高盟傑
高盟傑（1982年8月4日—），台灣男演員，曾為知名台灣八點檔連續劇甘味人生演員，有販毒及吸毒前科。

## 簡介
因為父親經營新發經紀公司的關係，從小就在電視圈打滾，是個很資深的特約演員。在《黑暗之光》試鏡時，高盟傑帶了一批特約演員來試鏡，被導演張作驥相中，並在此片中讓高盟傑演出強暴女主角的小混混。而這次的演出，讓張作驥對高盟傑的表演印象深刻，於是，在《美麗時光》中讓高盟傑獨挑大樑演出男配角。並且以《美麗時光》一片入圍第39屆金馬獎最佳男配角獎。
自2019年起，高盟傑涉嫌詐騙身障女粉絲金額高達500多萬元，吸食安非他命，疑進而販賣一、二級毒品。經檢察官聲押四個月，全案尚由檢警擴大偵辦中。2020年10月21日因侵占、吸毒、傷害等案經判決確定有期徒刑一年一個月入監服刑。
2020年11月16日蘋果新聞網報導，經台中地檢署檢方認定高盟傑共涉6次販毒行為，其中1次販賣二級毒品安非他命，其他5次則是販賣一級毒品海洛因，除被起訴販賣二級毒品甲基安非他命罪，販賣及持有一級毒品海洛因罪，另外涉犯違反《組織犯罪防制條例》、持有子彈槍砲罪部分將另案偵結。
高盟傑違反毒品危害防制條例等案件先後經法院判決確定，台中地院裁定應執行有期徒刑10年。

## 影視作品

### 電影
| 年份 | 片名             | 導演   | 角色       |
| ---- | ---------------- | ------ | ---------- |
| 1999 | 《黑暗之光》     | 張作驥 |            |
| 1999 | 《天馬茶房》     | 林正盛 | 客串       |
| 2001 | 《愛你愛我》     | 林正盛 |            |
| 2002 | 《美麗時光》     | 張作驥 | 阿傑       |
| 2003 | 《飛躍情海》     | 王毓雅 | 阿傑       |
| 2009 | 《爸...你好嗎》  | 張作驥 | 小爸爸     |
| 2010 | 《當愛來的時候》 | 張作驥 | 阿傑       |
| 2011 | 《在夜的盡頭》   | 蔡晏珊 | 阿傑       |
| 2011 | 《候鳥來的季節》 | 蔡銀娟 | 阿元       |
| 2011 | 《花若離枝》     | 張再興 | 阿邦       |
| 2011 | 《花漾》         | 周美玲 | 戚老闆     |
| 2012 | 《志氣》         | 張柏瑞 | 陳老師     |
| 2013 | 《世界第一麥方》 | 林正盛 | 朽胖       |
| 2013 | 《甜蜜殺機》     | 连奕琦 | Pachingo   |
| 2014 | 《大囍臨門》     | 黃朝亮 | 計程車司機 |
| 2015 | 《青田街一號》   | 李中   | 阿傑       |
| 2015 | 《角頭》         | 李運傑 | 佳慶       |
| 2016 | 《獨一無二》     | 楊順清 | 蘿蔔       |
| 2017 | 《林北小舞》     | 陳玫君 | 小燦       |

### 迷你劇集/電視電影
| 年份 | 播放頻道   | 戲劇名稱                       | 角色名稱     |
| ---- | ---------- | ------------------------------ | ------------ |
| 2006 | 公視       | 人生劇展《芒草花在唱歌》       | 林天順       |
| 2007 | 公視       | 人生劇展《指印》               | 林文智(蚱蜢) |
| 2011 | 公視       | 人生劇展《肉販》               | 賣淫販子     |
| 2013 | 公視       | 人生劇展《回家的女人》         | 俊榮         |
| 2013 | 客家電視台 | 電視電影《交錯》               | 八將         |
| 2013 | 公視       | 《白袍下的高跟鞋》             | 正雄         |
| 2014 | 公視       | 人生劇展《小孩》               | 自助餐老闆   |
| 2014 | 緯來電影台 | 電視電影《便利人生》           | 紅毛         |
| 2014 | 緯來電影台 | 電視電影《小胸維妮的幸福旅程》 | 羅偉倫       |
| 2016 | 公視       | 學生劇展《最後晚餐》           | 大開         |
| 2016 | 公視       | 學生劇展《迎向邊疆公路》       | 加明         |
| 2017 | 公視       | 新創電影《最後的詩句》         | 輝哥         |

### 長篇電視劇
| 年份   | 播放頻道   | 戲劇名稱          | 角色名稱     |
| ------ | ---------- | ----------------- | ------------ |
| 1996年 | 中視       | 《斷掌順娘》      | 小和尚       |
| 2002年 | 中視       | 《天下無雙》      | 賴哥         |
| 2011年 | 公視       | 《歌謠風華》      | 阿豪         |
| 2011年 | 民視       | 《父與子》        | 十八         |
| 2012年 | 壹電視     | 《小站》          | 黑面         |
| 2012年 | 客家電視台 | 《黃金稻浪》      | 田成坤       |
| 2012年 | 公視       | 《刺蝟男孩》      | 米粉         |
| 2014   | 台視       | 《徵婚啟事》      | 阿發         |
| 2014   | 三立台灣台 | 《世間情》        | 鐵牛         |
| 2014   | 三立台灣台 | 《阿母》          | 陈家和       |
| 2014   | 客家電視台 | 《出境事務所》    | 余爸         |
| 2015年 | 三立都會台 | 《他看她的第2眼》 | 江海闊       |
| 2015年 | 三立台灣台 | 《甘味人生》      | 吳信義       |
| 2015年 | 公視       | 《燦爛時光》      | 阿煌         |
| 2015年 | 大愛       | 《望你早歸》      | 金龍         |
| 2016年 | 三立都會台 | 《狼王子》        | 李代書(客串) |
| 2018年 | 客家電視台 | 《台北歌手》      | 宋非我       |
| 2019年 | Netflix    | 《罪夢者》        | 周旭良       |

## 入圍紀錄
| 年份 | 獲提名                          | 獎項                                   | 結果 |
| ---- | ------------------------------- | -------------------------------------- | ---- |
| 2002 | 《美麗時光 The Best of Time 》  | 第39屆金馬獎最佳新演員                 | 入圍 |
| 2002 | 《美麗時光 The Best of Time 》  | 第39屆金馬獎最佳男配角                 | 入圍 |
| 2002 | 《美麗時光 The Best of Time 》  | 亞洲華語電影傳媒大獎最佳新人           | 入圍 |
| 2002 | 《美麗時光 The Best of Time 》  | 亞洲華語電影傳媒大獎最佳男配角         | 入圍 |
| 2007 | 《指印》                        | 第42屆金鐘獎迷你劇集／電視電影男配角獎 | 入圍 |
| 2010 | 《當愛來的時候When Love Comes》 | 第47屆金馬獎最佳男配角                 | 入圍 |
| 2010 | 《當愛來的時候When Love Comes》 | 第47屆金馬獎最佳音效                   | 入圍 |
| 2010 | 《當愛來的時候When Love Comes》 | 亞洲華語電影傳媒大獎最佳男配角         | 入圍 |
| 2011 | 《在夜的盡頭Through The Night》 | 第三十四屆金穗獎最佳劇情片             | 入圍 |
| 2013 | 客家電視台人生劇展 《交錯》     | 首爾戲劇獎最佳男演員                   | 入圍 |
| 2013 | 公共電視《回家的女人》          | 台北電影節長片                         | 入圍 |
| 2013 | 公共電視《回家的女人》          | 第49屆金鐘獎迷你劇集／電視電影男主角獎 | 入圍 |
| 2015 | 《他看她的第2眼》               | 第4屆華劇大賞最佳綠葉                  | 入圍 |
| 2017 | 公共電視《最後的詩句》          | 第52屆金鐘獎迷你劇集／電視電影男配角獎 | 入圍 |

## 外部連結
- 高盟傑的Facebook專頁
- 高盟傑的新浪微博
- 高盟傑在互联网电影资料库（IMDb）上的資料（英文）
- 高盟傑在香港影庫上的簡介
- 高盟傑在豆瓣上的资料（简体中文）
- 高盟傑在时光网上的簡介（简体中文）